# Мачулищанский сельский совет (Путивльский район)
Мачулищанский сельский совет (укр. Мачулищанська сільська рада) — входит в состав
Путивльского района
Сумской области
Украины.
Административный центр сельского совета находится в 
с. Мачулища
.

## Населённые пункты совета
- с. Мачулища
- с. Уцково
- с. Вощинино